# Ledesma
Ledesma é um município da província de Salamanca, na comunidade autónoma de Castela e Leão, na Espanha. Possui área de 141,22 quilómetros quadrados, população de 1 876 habitantes (2007) e densidade populacional de 13,23 habitantes por quilómetro quadrado.

## História
Os vestígios mais antigos de um assentamento regular nesta área são do século VII a.C.ː o cerro de São Martinho, na parte mais alta do Centro Histórico, abriga, debaixo do concreto, os restos do antigo castro vetão. Era uma sociedade comunitária baseada na coleta, na pecuária e na guerra. O nome da comunidade era Bletisama, termo pré-romano que significa "a plana em um alto". O termo teria dado origem ao atual topônimo Ledesma.
Com a conquista romana da Península Ibérica, Ledesma passou a pertencer à província da Lusitânia depois de uma árdua batalha entre as legiões romanas e as tropas e guerrilhas lusitanas comandadas por Viriato, pastor lusitano de procedência entre Salamanca e Samora. Nessa época, Plutarco fala sobre os bletonenses, os habitantes de Bletisa (Ledesma), e narra como lhes foi proibido que realizassem sacrifícios humanos e de cavalos para firmar pactos e adivinhar o futuro.
Se sabe que, nessa época, Ledesma era uma cidade de certa importância na Lusitânia. Dessa época, só se conservaram restos da muralha, pontes e uma lápide incrustada na parede exterior da sacristia da igreja de Santa Maria Maior com a seguinte inscriçãoː IMP CAES AVG PONT MAXIM TRIBUNIC POT XXVIII COS XIII PATER PATR TERMINVS AVGVSTAL INTER BLETISAM ET MIROBR ET SALM: "O Imperador César Augusto, XXVIII Pontífice Máximo do Poder dos Tribunos, XIII Cónsul, Pai da Pátria. Término Augustal entre Ledesma, Ciudad Rodrigo e Salamanca".
Após a queda do Império Romano do Ocidente, a região passou para domínio dos visigodos. Não restaram vestígios dessa época em Ledesma, mas apenas em algumas localidade próximas, como La Peña e a cidade-estado de Sabaria.

### 711
Em 711, se iniciou a invasão muçulmana da Península Ibérica. Ledesma se converteu, então, em importante núcleo do norte de Al-Andalus. Em 939, Ramiro II de Leão conquistou a cidade. A cidade foi, então, saqueada duas vezes por Almançor, e repovoada por Afonso VI de Leão e Castela.

### 1161
Em 1161, Fernando II de Leão concedeu foro próprio à cidade (foro que viria a ser abolido posteriormente por Afonso X de Leão e Castela, igualando juridicamente a cidade ao resto do reino de Leão), que passou a constituir um senhorio e um alfoz. Datam, dessa época, os prédios do atual Centro Histórico. A cidade foi repovoada com migrantes procedentes da Galiza, Leão, Samora e Toro. Foram construídas uma muralha em torno da cidade e uma fortaleza na direção de Portugal, na parte menos protegida da cidade. Foram construídas sete igrejas (Santa Maria, São Martinho, Santiago, São Pedro, São Miguel, Santa Helena e São Paulo). Monjas beneditinas ocuparam o atual mosteiro das Carmelitas. A Ordem dos Templários ocupou o mosteiro que havia sido construído no local onde teriam sido queimados os mártires Nicolau, Nicolausinho e Leonardo (após a dissolução dos templários, o mosteiro viria a ser ocupado sucessivamente pela Ordem Soberana e Militar de Malta e pela Ordem dos Frades Menores).
Ledesma passou a ser um núcleo em expansão, graças a sua situação fronteiriça entre os reinos de Leão, Portugal e Castela e por situar-se no meio de uma rede de caminhos, o principal dos quais sendo a Via da Prata. Sua economia baseada na agropecuária passou a atrair agricultores, clérigos e nobres do norte. 

### Séculos XIII e XIV
No final do século XIII, a cidade pertenceu ao infante dom Pedro, filho de Afonso X de Leão e Castela. Com a morte de Pedro em 1283, seus domínios passaram para seu filho Sancho. Sancho morreu em 1312 sem deixar herdeiros legítimos, o que fez com que seus domínios voltassem às mãos da coroa.

### Séculos XV e XVI
Os séculos XV e XVI foram os de maior prosperidade econômica e demográfica da cidade. Em 1516, tinha 1 956 habitantes e, no final do século, em torno de 2 500 habitantes. A cidade ultrapassou o limite de suas muralhas e surgiram os bairros extramurosː Los Mesones, San Jorge, Las Ventas, Santa Elena, San Pablo, Mercado e las Huertas. A zona dentro da muralha se encheu de palacetes góticos e renascentistas habitados por famílias nobres como os Rodríguez de Ledesma, Nieto, Maldonado, Paz, Díaz de Ledesma, Figueroa, Chaves, Ulloa, Fernández del Campo, Godínez, Dieces, Olivares, Minaya, Mercado e Velasco, que constituíam a elite da cidade e baseavam sua riqueza na produção agrícola de suas propriedades ao redor de Ledesma.
No final do século XVI, essas famílias se agruparam na Confraria dos Fidalgos de São Tiago, sediada na igreja de São Tiago e que lutava pela conservação dos direitos e privilégios da classe dominante, bem como pela manutenção da pureza de sangue dos chamados "cristãos-velhos". 
Em 1462, o senhorio de realengo de Ledesma foi cedido a Beltrán de la Cueva, favorito de Henrique IV de Castela. Começava, assim, o condado de Ledesma, época em que foram realizadas muitas obras na cidade, comoː a ampliação das igrejas de Santa Maria Maior e de São Tiago; a construção dos hospitais d'O honrado cavaleiro Gonzalo Rodríguez de Ledesma, de São Bartolomeu, São Estevão, São João e São Paulo; a reconstrução do castelo e de parte das muralhas, com o enobrecimento das portas principais; a Casa Consistorial com sua Prisão Real; a Ponte Velha; o início da construção do grande palácio do conde (inacabado); a Ermida do Carmo (possivelmente junto às de São João, São Brás, Virgem da Cruz, São Cristóvão, Santa Ana, São Jorge...); a conservação dos cruzeiros; a Alfândega; o Monastério de São Nicolau (OFM); e a conservação de muitos dos palacetes, como o chamado "dos Roderos e dom Beltrão".
Se concedeu o privilégio do mercado semanal das quintas-feiras, um grande ponto de intercâmbio entre os artesãos e os comerciantes do reino, e o do mercado da Quinta-Feira da Ascensão, o maior comércio bovino da Espanha por setenta anos.

### Século XVII
Após o primeiro terço do século XVII, do mesmo modo que no resto da monarquia hispânica, o velho sistema do alfoz ledesmino começou a entrar em crise. A decadência do Império Espanhol se fez sentir muito fortemente em Ledesma. O contínuo envio de dinheiro para os cofres reais e de jovens para Flandres, Itália, França e América exauriram os cofres municipais, o contribuinte, a mão de obra local e possibilidade de perpetuação das descendências.
Em 1641, o reino de Portugal se tornou novamente independente, após ter sido anexado por Filipe II em 1580. Isso gerou a Guerra da Restauração, e Ledesma teve que contratar tropas para se defender das investidas portuguesas, o que exauriu ainda mais os cofres municipais. 
O conde de Ledesma passou a receber menos tributos com a diminuição da população (a população da cidade chegou a 1 680 habitantes), o que fez aumentar a pressão fiscal sobre os moradores. A rentabilidade dos campos se reduziu devido à escassez de mão de obra, más colheitas e saques de tropas.
O sistema de senhorio feudal começou a se debilitar e a nobreza rural de Ledesma se empobreceu, enquanto os camponeses estavam arruinados e extenuados. Começou uma migração humana para outras cidades, bem como um empobrecimento e enfraquecimento continuado da cidade. Vários dos palacetes barrocos que ainda se conservam na cidade são desta época.
Diante da situação de crise, se redobrou a religiosidadeː dezessete confrarias foram fundadas nesse século, e foram feitos numerosos entalhes e retábulos barrocos. 

### Século XVIII
O centralismo e as reformas dos Bourbons amenizaram a decadência. Houve até uma certa prosperidade durante os reinados de Carlos III de Espanha e Carlos IV de Espanha, com o surgimento de uma até então inexistente burguesia. Foram criados o partido judicial de Ledesma e escolas, se trouxeram cirurgiões e médicos especialistas, houve a especialização de algumas profissões. Com a dissolução dos morgados, muitos nobres venderam suas propriedades e emigraram, porém outros mantiveram sua posição na elite da cidade. 

### Século XIX
O século começou em situação de alerta diante da Revolução Francesa, a qual iria desembocar na Guerra Peninsular. A cidade adquiriu importância estratégica por se situar no caminho até Portugal. A partir de 1808, a cidade foi dominada pelos franceses. Na luta, vários edifícios foram destruídos, como o mosteiro franciscano de São Nicolau e o castelo de Ledesma.  
Em 1812, as tropas aliadas de Inglaterra, Portugal e Espanha conseguiram derrotar os franceses. Para proteger sua fuga da cidade, os franceses dinamitaram o segundo arco da ponte da cidade. A volta ao absolutismo de Fernando VII de Espanha foi encerrada pelos governos liberais de Isabel II de Espanha. Na divisão territorial de 1833, a cidade foi enquadrada dentro da província de Salamanca, diocese em que se havia mantido desde o início da Idade Média, e dentro da região Leonesa, reino ao qual pertencia desde o século X.
Os leilões de inúmeros bens eclesiásticos e civis fortaleceram a burguesia. Houve um aumento considerável da população da cidade. Muitos dos palacetes da nobreza e terras pertencentes aos morgados e à Igreja Católica foram adquiridos pelos burgueses. Das sete igrejas originais da cidade, três (São Martinho, São Tiago e São Pedro, que havia sido reconstruída em Los Mesones) foram cedidas à prefeitura, que as derrubou. A de São Paulo se reconverteu em propriedade privada e é, hoje, a ermida da Conceição. O maltratado convento de São Nicolau foi vendido e derrubado. O convento das Beneditinas foi reconvertido em convento das Carmelitas, porém perdeu grande parte de seu patrimônio. Foram perdidas muitas obras de arte, e outras foram recolocadas nas três igrejas históricas que se conservaramː Santa Maria Maior, Santa Helena e São Miguel. 
Todas as ermidas foram destruídas e cedidas ou vendidas, com exceção da ermida do Carmo de meados do século XVI e da ermida da Conceição, que havia sido refeita em 1841. Dos três hospitais originais, somente se conservou o de Gonçalo Rodrigues. 
Com a Restauração Bourbon na Espanha, se estabeleceu um sistema bipartidário dirigido pelas grandes famílias latifundiárias, o que durou até a Segunda República Espanhola. Desta época até princípios do século XX, se colonizaram os terrenos de Santa Elena, Peña Pajar e a zona sul de San Pablo, dobrando-se a extensão original do núcleo urbano. Ocorreu, também, a expansão do bairro transtormesino Los Mesones, o que levou à construção da igreja de São Pedro e São Fernando em 1847 com os restos das antigas igrejas de São Pedro e São Tiago. 

### Século XX
O estabelecimento da Segunda República não alterou a tradicional estrutura agrária e eclesiástica do país, não obstante os esforços de reforma agrária e limitação do poder eclesiástico.
A sublevação de 18 de julho de 1836 colocou Ledesma em uma clara zona nacionalistaː os latifundiários da região apoiaram os sublevados que lutavam contra um estado que limitava o poder dos latifundiários, punha em perigo suas propriedades e declarava os direitos dos trabalhadores. Foram vários os fuzilados no início da luta, sobretudo por ação das milícias falangistas. Após a guerra, muitos foram mortos por sua vinculação aos ideais republicanos. Em todo o país, se aprofundou o desespero dos mais pobres, porém se manteve a estrutura social baseada na burguesia da Restauração Bourbon. 
Nas décadas de 1950 e 1960, houve a abertura do regime, e a vida em Ledesma se tornou mais cômoda devido à mecanização agrícola, maiores liberdades sociais, ensino obrigatório, ampliação do setor de serviços, aumentos salariais e investimentos governamentais. No entanto, as novas necessidades de industrialização do país provocaram um êxodo rural na década de 1950 que foi brutal para a cidade. Muitos jovens emigraram para o País Basco, Catalunha e Madri, e inclusive para países como França e Suíça, atraídos por sua melhor qualidade de vida. 
Um duro golpe para a moral ledesmina ocorreu com a reforma provincial de 1962, quando foi dissolvido o partido judicial de Ledesmaː uma parte dele ficou com o de Vitigudino e outra parte com o de Salamanca. Com isso, a cidade perdeu os juizados de primeira instância e a prisão. 
A sociedade baseada na burguesia se desfez com a Transição Espanhola. A partir de 1983, Ledesma passou a fazer parte da comunidade autônoma de Castela e Leão. Com o regresso de parte dos emigrados, a população chegou aos 2 000 habitantes, concentrados nos setores secundário e terciário (construção, hotelaria, turismo, ENUSA, Balneário de Ledesma...), embora com certa dependência do setor primário.
A proximidade de Salamanca (35 quilômetros, vinte minutos pela rodovia SA-300) tornou Ledesma muito dependente da capital provincial e, ao mesmo tempo, muito beneficiada. Investimentos através dos fundos PRODER e FEDER, bem como ajudas do governo espanhol e da Junta de Castela e Leão permitiram, a Ledesmaː recuperar seu importante patrimônio histórico; melhorar suas casas e sua rede de abastecimento de água; e construir o Palácio de Congressos Cidade de Ledesma, o instituto Miguel de Unamuno, o colégio Nossa Senhora do Carmo e a casa-quartel da Guarda Civil.

## Demografia
| Variação demográfica do município entre 1991 e 2004 | Variação demográfica do município entre 1991 e 2004 | Variação demográfica do município entre 1991 e 2004 | Variação demográfica do município entre 1991 e 2004 |
| --------------------------------------------------- | --------------------------------------------------- | --------------------------------------------------- | --------------------------------------------------- |
| 1991                                                | 1996                                                | 2001                                                | 2004                                                |
| 1 986                                               | 2 008                                               | 1 927                                               | 1 869                                               |